# Griffin Dunne
Griffin Dunne (Nueva York, 8 de junio de 1955) es un actor, productor de cine y director de cine de Estados Unidos.
Es hijo del escritor Dominick Dunne y hermano de la fallecida actriz Dominique Dunne. Dirige una compañía de producción basada en Nueva York, Double Play, en sociedad con Amy Robinson. Produjo la película dirigida por Martin Scorsese After Hours (1985), en la cual también actuó. En 1981 formó parte del reparto de la película Un hombre lobo americano en Londres, y en 1987 rodó la comedia Who's That Girl? con Madonna. Desde 1989 hasta 1995 estuvo casado con la modelo y actriz Carey Lowell.

## Filmografía

### Cine
- Junction (2024)
- Ex-Husbands (2023)[3]
- Touched with Fire (2016)
- Dallas Buyers Club (2013)
- La trama (2013)
- Last Night (2010)
- Snow Angels (2007)
- 40 días y 40 noches (2002)
- Piñero (2001)
- Practical Magic (1998)
- Adictos al amor (1997)
- Search and Destroy (1995)
- Así me gusta (1994)
- Quiz Show: El dilema (1994)
- Naked in New York (1993)
- Straight Talk (1992)
- Big Girls Don't Cry... They Get Even (1992)
- Once Around (1991)
- My Girl (1991)
- Me and Him (1988)
- Le Grand Bleu (1988)
- ¿Quién es esa chica? (1987)
- Amazon Women on the Moon (1987)
- After Hours (1985)
- Johnny Dangerously (1984)
- Un hombre lobo americano en Londres (1981)

## Premios y distinciones
Premios Óscar
| Año  | Categoría          | Película       | Resultado |
| ---- | ------------------ | -------------- | --------- |
| 1996 | Mejor cortometraje | Duke of Groove | Nominado  |